# Micropholis brochidodroma
Micropholis brochidodroma  es una especie de planta con flor en la familia Sapotaceae. Es endémica de Ecuador y de Perú.

## Fuente
- World Conservation Monitoring Centre 1998.  Micropholis brochidodroma.   2006 IUCN Lista Roja de Especies Amenazadas; bajado 22 de agosto de 2007